# High School Musical (album)
Albums de High School Musical
High School Musical 2: The Soundtrack
(2006)
High School Musical est la bande originale de la comédie musicale High School Musical : Premiers pas sur scène.

## Liste des titres
1. Briser mes chaînes (Sofiane)
2. Start of Something New (Zac Efron et Vanessa Hudgens)
3. Get’cha Head in the Game (Zac Efron)
4. What I've Been Looking For (Lucas Grabeel et Ashley Tisdale)
5. What I've Been Looking For (Reprise) (Zac Efron et Vanessa Hudgens)
6. Stick to the Status Quo (Casting complet)
7. When There Was Me And You (Vanessa Hudgens)
8. Bop to the Top (Lucas Grabeel et Ashley Tisdale)
9. Breaking Free (Zac Efron et Vanessa Hudgens)
10. We’re All in This Together (Zac Efron - Vanessa Hudgens - Lucas Grabeel et Ashley Tisdale)
11. I Can’t Take My Eyes Off of You (Zac Efron - Vanessa Hudgens - Lucas Grabeel et Ashley Tisdale)
12. Get’cha Head in The Game (interprété par B5)
13. Start of Something New (version karaoké)
14. Breaking Free (version karaoké)

### Version espagnole
- No Dejes de Soñar (Breaking free) - Conchita
- Eres Tú (What I've Been Looking For) - Belanova

### Version française
- Briser mes Chaînes (Breaking free) - Sofiane

### Version italienne
- Se Provi a Volare (Breaking free) - Luca Dirisio

### Version polonaise
- Masz w sobie wiarę (Breaking free) - Hania Stach et Andrzej Lampert